# Sulcis

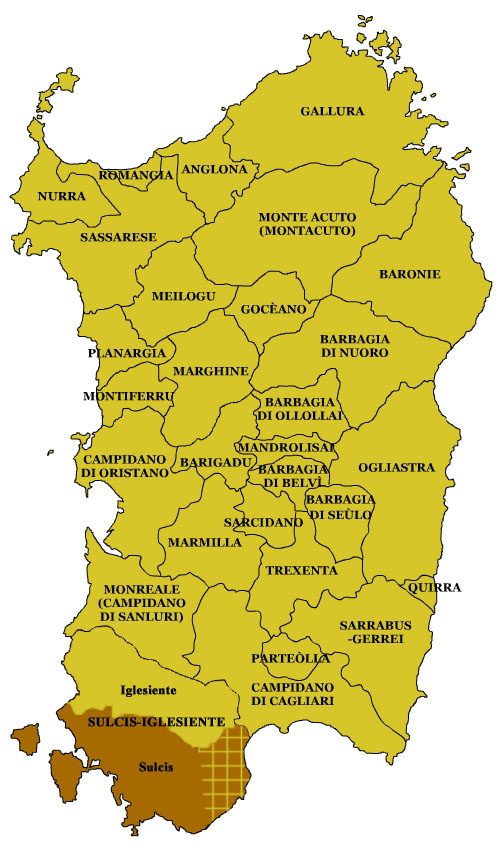
Localisation du Sulcis (en marron) en Sardaigne.

Le Sulcis (Maurreddìa en sarde) est un territoire de la Sardaigne qui va de la partie sud-ouest de l'ile, partie intégrante de  la région historico-géographique du Sulcis-Iglesiente. Actuellement rattaché depuis la réforme territoriale de 2016 à la province du Sud-Sardaigne, il tire son nom de l'antique cité de Sulky.